# لاله آتشین
لاله آتشین فیلمی به کارگردانی محمود نوذری، هوشنگ لطیف پور و نویسندگی محمود نوذری، فرانک مهرآسا ساختهٔ سال ۱۳۴۱ است.

## بازیگران
- پوران
- معزدیوان فکری
- منوچهر نوذری
- پرویز خوانساری
- رفیع حالتی
- احمد قدکچیان
- ویگن
- عزیزه